# Skutskär
Skutskär este un oraș în Suedia.

## Demografie
| \| Evoluția demografică a zonei urbane Skutskär, 1970–2015 \| Evoluția demografică a zonei urbane Skutskär, 1970–2015 \| Evoluția demografică a zonei urbane Skutskär, 1970–2015 \| Evoluția demografică a zonei urbane Skutskär, 1970–2015 \| Evoluția demografică a zonei urbane Skutskär, 1970–2015 \| \| --------------------------------------------------------------------------------------- \| ------------------------------------------------------- \| ------------------------------------------------------- \| ------------------------------------------------------- \| ------------------------------------------------------- \| \| An \| \| \| Locuitori \| \| \| 1970 \| 1970 \| \| 7.551 \| 7.551 \| \| 1975 \| 1975 \| \| 7.174 \| 7.174 \| \| 1980 \| 1980 \| \| 6.724 \| 6.724 \| \| 1990 \| 1990 \| \| 6.306 \| 6.306 \| \| 1995 \| 1995 \| \| 6.225 \| 6.225 \| \| 2000 \| 2000 \| \| 6.003 \| 6.003 \| \| 2005 \| 2005 \| \| 6.136 \| 6.136 \| \| 2010 \| 2010 \| \| 6.075 \| 6.075 \| \| 2015 \| 2015 \| \| 6.279 \| 6.279 \| \| Sursa: SCB - Statistika Centralbyrån, Folkmängden per tätort. Vart femte år 1960 - 2016 \| \| \| \| \| |      |  |           |       |
| Evoluția demografică a zonei urbane Skutskär, 1970–2015 |      |  |           |       |
| An |      |  | Locuitori |       |
| 1970 | 1970 |  | 7.551     | 7.551 |
| 1975 | 1975 |  | 7.174     | 7.174 |
| 1980 | 1980 |  | 6.724     | 6.724 |
| 1990 | 1990 |  | 6.306     | 6.306 |
| 1995 | 1995 |  | 6.225     | 6.225 |
| 2000 | 2000 |  | 6.003     | 6.003 |
| 2005 | 2005 |  | 6.136     | 6.136 |
| 2010 | 2010 |  | 6.075     | 6.075 |
| 2015 | 2015 |  | 6.279     | 6.279 |
| Sursa: SCB - Statistika Centralbyrån, Folkmängden per tätort. Vart femte år 1960 - 2016 |      |  |           |       |